# Arshad Nadeem
Arshad Nadeem (født 2. januar 1997, Mian Channu) er en pakistansk atlet, der konkurrerer i spydkast.
I 2021 repræsenterede han Pakistan i spydkastet under sommer-OL 2020 i Tokyo, hvor han blev nummer 5 i finalen med et bedste kast på 84,62 m.
Ved sommer-OL 2024 i Paris vandt han guld i spydkast, med en ny olympisk rekord.